# Sonerila violaefolia
Sonerila violaefolia är en tvåhjärtbladig växtart som beskrevs av Joseph Dalton Hooker och José Jéronimo Triana. Sonerila violaefolia ingår i släktet Sonerila och familjen Melastomataceae. Inga underarter finns listade i Catalogue of Life.